# Dwight Yoakam
Dwight David Yoakam (Pikeville, 23 ottobre 1956) è un cantautore e attore statunitense.

## Biografia
Nativo del Kentucky, cresciuto in Ohio e poi stabilitosi in California dopo la fuga da Nashville, Dwight Yoakam ad inizio anni '80 cominciò la sua carriera di musicista frequentando oltre ai tipici club country di Los Angeles, anche i locali di orientamento più punk rock, attirando così le critiche del pubblico più integralista. Non è un caso infatti che tra le sue cover vi furono anche brani al di fuori della ristretta scena country come Crazy Little Thing Called Love dei Queen o ''I want you to want me dei Cheap Trick. È quindi considerato un innovatore delle sonorità country statunitensi.

## Discografia

### Album in studio
- Guitars, Cadillacs, Etc., Etc. (1986)
- Hillbilly Deluxe (1987)
- Buenas Noches From a Lonely Room (1988)
- If There Was a Way (1990)
- This Time (1993)
- Gone (1995)
- A Long Way Home (1998)
- Tomorrow's Sounds Today (2000)
- South of Heaven, West of Hell (2001)
- Population Me (2003)
- Blame the Vain (2005)
- 3 Pears (2012)
- Second Hand Heart (2015)
- Swimmin' Pools, Movie Stars... (2016)
- Brighter Days (2024)

### Album natalizi
- Come on Christmas (1997)

### Album di cover
- Under the Covers (1997)
- Dwight's Used Records (2004)
- Dwight Sings Buck (2007)

### Compilation
- Dwight Live (1995)
- Last Chance for a Thousand Years (1999)
- dwightyoakamacoustic.net (2000)
- Reprise, Please, Baby (2002)
- In Others' Words (2003)
- The Very Best of Dwight Yoakam (2004)

### Distribuzioni internazionali
- This Is... (1990)
- La Croix D/Amour (1992)

## Filmografia parziale

### Attore
- Red Rock West, regia di John Dahl (1992)
- Roswell, regia di Jeremy Kagan - film TV (1994)
- Lama tagliente (Sling Blade), regia di Billy Bob Thornton (1996)
- Newton Boys (The Newton Boys), regia di Richard Linklater (1998)
- The Killer - Ritratto di un assassino (The Minus Man), regia di Hampton Fancher (1999)
- Vendetta finale (South of Heaven, West of Hell), regia di Dwight Yoakam (2000)
- Panic Room, regia di David Fincher (2002)
- Hollywood Homicide, regia di Ron Sheldon (2003)
- Three Way, regia di Scott Ziehl (2004)
- Le tre sepolture (The Three Burials of Melquiades Estrada), regia di Tommy Lee Jones (2005)
- 2 single a nozze - Wedding Crashers (Wedding Crashers), regia di David Dobkin (2005)
- Crank, regia di Mark Neveldine e Brian Taylor (2006)
- Bandidas, regia di Joachim Rønning e Espen Sandberg (2006)
- Tutti insieme inevitabilmente (Four Christmases), regia di Seth Gordon (2008)
- Crank: High Voltage, regia di Mark Neveldine e Brian Taylor (2009)
- Wilfred – serie TV, 3 episodi (2011-2013)
- Bloodworth, regia di Shane Dax Taylor
- Under the Dome – serie TV, 7 episodi (2014)
- 90 minuti in paradiso (90 Minutes in Heaven), regia di Michael Polish (2015)
- Golia (Goliath) - serie TV, 7 episodi (2016)
- La truffa dei Logan (Logan Lucky), regia di Steven Soderbergh (2017)
- Cry Macho - Ritorno a casa (Cry Macho), regia di Clint Eastwood (2021)

### Produttore
- Amici di... letti (Waking Up in Reno), regia di Jordan Brady (2002)

## Doppiatori italiani
Nelle versioni in italiano delle opere in cui ha recitato, Dwight Yoakam è stato doppiato da:
- Pasquale Anselmo in Red Rock West, Lama tagliente, Le tre sepolture
- Francesco Pannofino in Crank, Crank: High Voltage
- Roberto Draghetti in Bandidas, Wilfred
- Antonio Sanna in Golia, Cry Macho - Ritorno a casa
- Riccardo Peroni in The Newton Boys
- Nino Prester in Panic Room
- Gianni Williams in Hollywood Homicide
- Massimo Lodolo in Three Way
- Massimo Rinaldi in 2 single a nozze - Wedding Crashers
- Mino Caprio in Tutti insieme inevitabilmente
- Edoardo Siravo in Under the Dome
- Ugo Maria Morosi ne La truffa dei Logan